# Djiguenni
Djiguenni (arabisch جكني) ist eine Stadt in der Region Hodh Ech Chargui von Mauretanien und Hauptstadt des Départements Djiguenni.

## Geographie
Der Hauptort der Gemeinde Djiguenni liegt 816 Kilometer südöstlich von Nouakchott auf etwa 227 m Meereshöhe  im Süden des Beckens El Hodh, das einen großen Teil des Südostens von Mauretanien einnimmt. Die malische Grenze ist 25 Kilometer entfernt.

## Bevölkerung
Die Bevölkerungszahl der Gemeinde hat in den Jahren 2000 bis 2023 von 10.862 auf 22.101 Einwohner zugenommen. Der Hauptort selbst hat 11.772 Einwohner (2023). Daneben gibt es noch 39 andere bewohnte Orte.